# ブレインフィーダー
ブレインフィーダー（Brainfeeder）は、アメリカ合衆国カリフォルニア州ロサンゼルスのインディー・レコードレーベル。フライング・ロータスが主宰しインストゥルメンタル・ヒップホップを中心としたリリースをしている。いわゆるLAビートと呼ばれる音楽シーンの中心的存在でもあり、Low End Theoryなどのビートシーンを象徴するイベントとも関わりが深い。

## 概要

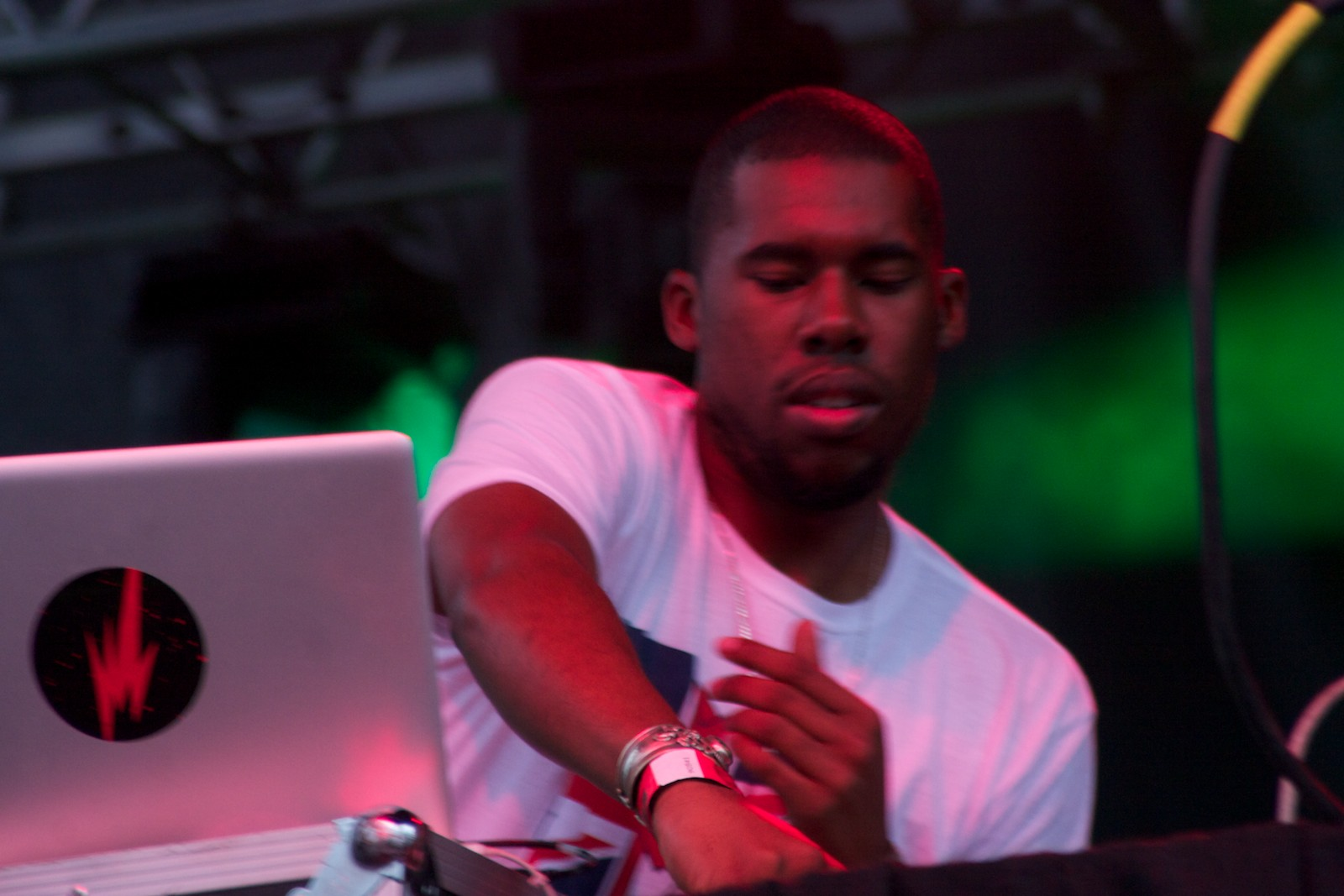
レーベル主宰者のFlying Lotus

2007年、フライング・ロータス（Flying Lotus）とその仲間たちがDublabで放送した4時間のラジオ番組としてBrainfeederが誕生した。2008年、Brainfeederは正式にレコードレーベルとして活動を開始。 2010年、Ninja Tuneと製造、流通、プロモーションを全世界で行う契約をし、Alpha Pup Recordsが米国のデジタル・ディストリビュータとなった。 2012年にはジャイルス・ピーターソンのワールドワイド・アワードでLabel of the Yearに選ばれた。

## 主なアーティスト
過去のアーティストを含む

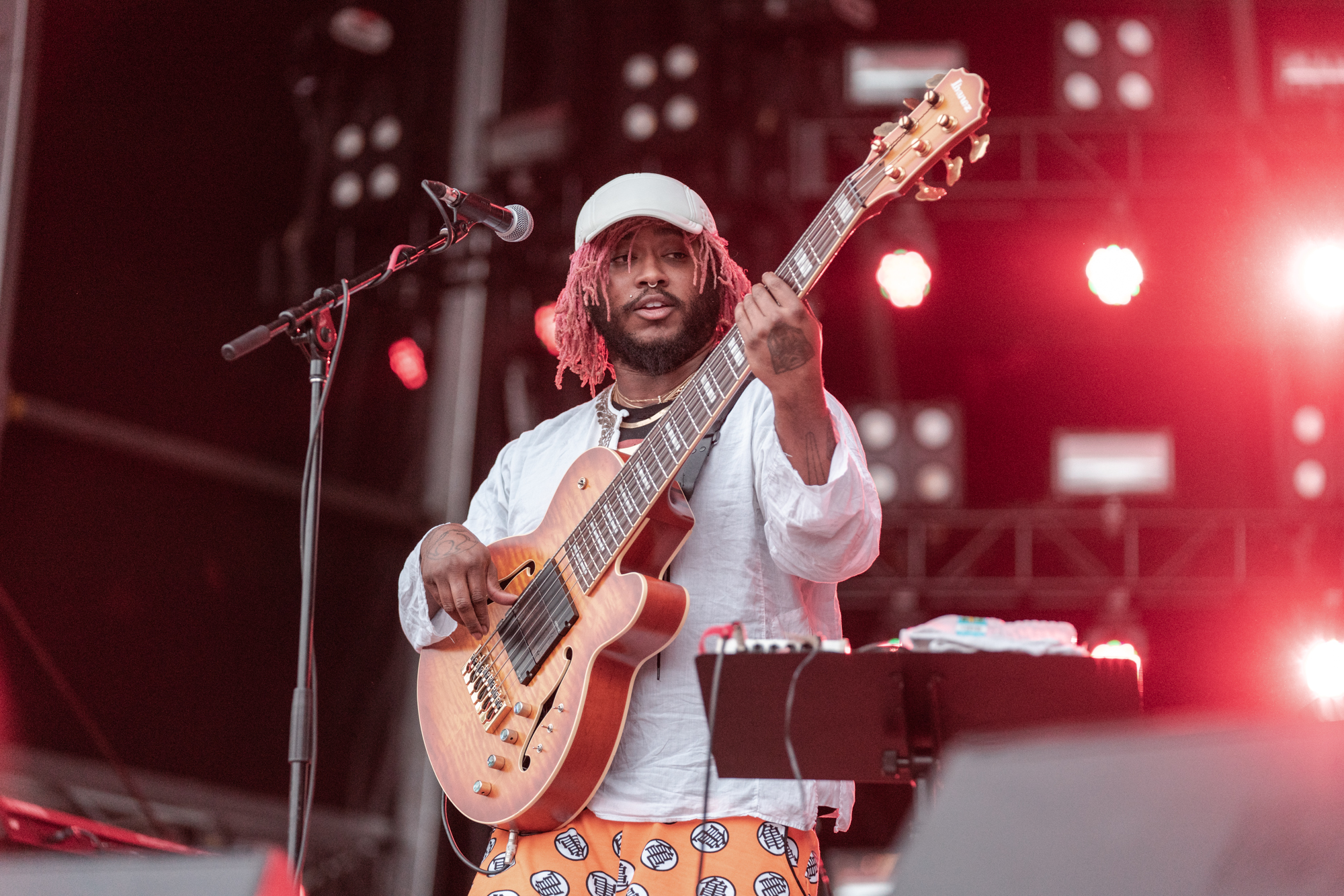
Thundercat

- Austin Peralta - オースティン・ペラルタ
- Daedelus - デイダラス
- 長谷川白紙
- Flying Lotus - フライング・ロータス
- The Gaslamp Killer - ガスランプ・キラー
- Kamasi Washington - カマシ・ワシントン
- Lapalux - ラパラックス
- Martyn - マーティン
- Ras G - ラス・ジー
- Samiyam - サミヤム
- Taylor McFerrin - テイラー・マクファーリン
- Teebs - ティーブス
- Thundercat - サンダーキャット
- TOKiMONSTA - トキモンスタ